# Ильина, Нина Сергеевна
Нина Сергеевна Ильина (Симакова) (1949—2021) — советский и российский ботаник, геоботаник, преподаватель высшей школы, кандидат биологических наук, доцент.

## Биография
В 1971 году окончила с отличием биолого-химический факультет Куйбышевского государственного педагогического института. В том же году стала работать ассистентом на кафедре ботаники альма-матер (с 1986 года — старший преподаватель, а с 1989 года — в должности доцента).
В 1985 году под руководством Виктора Евгеньевича Тимофеева — защищает кандидатскую диссертацию по теме «Структура и динамика растительного покрова овражно-балочных систем Заволжья», а в 1990 году — присвоено учёное звание доцента по кафедре ботаники.

## Вклад в науку
В своих работах Нина Сергеевна рассматривает растительный покров овражно-балочных систем как целостное образование, то есть как система «структурных элементов». Под структурными элементами понимаются территориальные совокупности фитоценозов, связанные с элементарными формами рельефа, обладающие единым происхождением и возрастом и в одинаковой степени испытывающие влияние современных процессов эрозии и аккумуляции. Н. С. Ильиной установлено, что число структурных элементов растительного покрова в отдельных оврагах и балках степного и лесостепного Предволжья и Заволжья колеблется от трех (в слабо эродированных древних балках с лесной растительностью) до пятнадцати (в сильно эродированных овражно-балочных долинах). Данные исследования растительного покрова оврагов и балок стали основой для работ подобного рода на территории бывшего СССР, а также актуальны и в настоящее время в связи с развитием оврагов на заброшенных сельскохозяйственных угодьях, снижению лесистости и антропогенной трансформации природных комплексов региона.
Н. С. Ильина с коллегами по кафедре придерживалась подхода к разделению рек: к «малым» рекам отнесены объекты исходя не из длины речного русла, а учитывая строение речной долины. Отсюда в качестве малой реки самарскими геоботаниками принимается эрозионная форма рельефа с постоянным или временным водотоком, неразвитой поймой (без грив и междугривий), иногда с аллювиальной террасой. Те реки, у которых имеется пойменная и надпойменная террасы, относятся к средним или крупным. Нина Сергеевна активно изучала состояние растительного покрова и ландшафты бассейнов малых и средних рек Самарской области, а также истоки этих рек.
В целях поддержания и восстановления биологического и ценотического разнообразия Самарского региона Н. С. Ильиной совместно с другими самарскими учеными выдвинута идея о необходимости создания более обширной системы охраняемых природных территорий, включающих различные типы природных комплексов.
Продолжая исследования растительного покрова Самарской области, Нина Сергеевна проводила оценку современного состояния многих объектов охраны. Отмечена неравномерность их размещения и в некоторых случаях утрата природной ценности вследствие продолжающейся хозяйственной эксплуатации территорий. Кроме того, по результатам геоботанических экспедиционных исследований регистрировались новые природные территории, заслуживающие охраны в ранге памятников природы.
В 2004—2007 годах Н. С. Ильиной принадлежит одна из ведущих ролей в создании Красной книги Самарской области (первое издание). И хотя на конечном этапе в создании Красной книги приняли участие сотрудники различных организаций, но идеи Нины Сергеевны по списку охраняемых представителей, структуре очерков и других параметров издания находили свою нишу в самом начале этой важной кампании. В дальнейшем именно Нина Сергеевна была координатором и научным консультантом от педагогического университета при работе над книгой. Она является автором (соавтором) 40 очерков о редких видах, а также оказала консультативную помощь многим другим авторам. Во втором издании Красной книги Самарской области она участвовала в описании более чем 30 представителей редкой флоры. Неоценима и её помощь в подготовке и научном редактировании данных изданий.

### Избранные труды
Автор более 300 научных и методических работ.
- Симакова Н. С. Опыт подразделения растительности овражно-балочных систем на простейшие структурные элементы // Морфология и динамика растительного покрова. Научн. тр. КГПИ. 1975. 163 (5): 41-58.
- Матвеев В. И., Бирюкова Е. Г., Симакова Н. С., Зотов А. М. О новых для Куйбышевской и Оренбургской областей видах растений // Бот. журн. 1976. 61 (7): 980—981.
- Горелов М. С., Матвеев В. И., Симакова Н. С., Устинова А. А. Новые данные о флоре Куйбышевской области // Бот. журн. 1977. 62 (9): 1330—1331.
- Матвеев В. И., Плаксина Т. И., Ильина Н. С. Фрагменты каменистых степей Жигулевских гор в Заволжье // Морфология и динамика расти-тельного покрова. Вып. 7. Науч. тр. Т. 229. Куйбышев: КГПИ, 1979. С. 16-24.
- Ильина Н. С. Растительный покров овражно-балочных систем песчаных территорий Куйбышевского Заволжья // Морфология и динамика растительного покрова. Вып. 7. Науч. тр. Т. 229. Куйбышев: КГПИ, 1979. С. 76-85.
- Матвеев В. И., Бирюкова Е. Г., Ильина Н. С., Устинова А. А. Новые виды растений для флоры Куйбышевской области // Ботан. журн. 1982. Т. 67, № 1. С. 114—115.
- Ильина Н. С. О структурно-динамических явлениях в растительном покрове овражно-балочных систем // Сложение и динамика растительного покрова. Межвуз. сб. Куйбышев: КГПИ, 1983. С. 49-55.
- Ильина Н. С., Плаксина Т. И. Краткая характеристика флоры овражно-балочных систем Заволжья // Интродукция, акклиматизация охрана и использование растений: Межвуз. сб. Куйбышев: КГУ, 1986. С. 49-59.
- Бирюкова Е. Г., Ильина Н. С., Устинова А. А. Редкие растения Самарского Заволжья // Самарская Лука: Бюл. № 4. 1993. С. 190—197.
- Ильина Н. С., Ильина В. Н., Волынцева А. Д. Изучение флоры памятника природы «Успенская шишка» // Вестник СГПУ. Естественно-географический ф-т. Вып. 6. Ч. 1. Самара, 2008. С. 37-41.